# Teoria ERG
Teoria ERG é uma teoria contemporânea e pode ser considerada uma revisão da Teoria das Necessidades de Abraham Maslow. Esta teoria é um modelo que surgiu em 1969 num artigo de psicologia intitulado "An Empirical Test of a New Theory of Human Need".
Numa reação à famosa Hierarquia de Necessidades de Maslow, Clayton Paul Alderfer (1940), psicólogo norte-americano formado na Universidade de Yale e criador desta Teoria condensou as cinco necessidades humanas de Maslow em apenas três categorias: Existência, Relação e Crescimento (growth em inglês). Para a Teoria ERG, as diferenças entre os indivíduos e as variáveis como o nível de educação e de cultura e os antecedentes familiares também devem ser tidas em consideração.

## Categorias
Nessa teoria podemos encontrar três categorias de necessidades:
- Necessidades de Existência

Refere-se aos nossos requisitos materiais básicos. Isto inclui aqueles itens que Maslow chamou de necessidades fisiológicas e de segurança. Exemplo: comida, água, ar, segurança, etc. Essas são as mais concretas e as mais fáceis de verificar.
- Necessidades de Relação

Refere-se às nossas necessidades de relacionamento, o desejo de manter importantes relações interpessoais (envolvimento com família, amigos, colegas de trabalho e patrões). Esta categoria tem as mesmas características das necessidades sociais de Maslow (terceiro e quarto níveis da pirâmide de Maslow). Essas já são menos concretas pois dependem do relacionamento entre duas ou mais pessoas.
- Necessidades de Crescimento

Refere-se ao desejo intrínseco de desenvolvimento pessoal, às necessidades de estima e auto-realização (desejo de ser criativo, produtivo e completar tarefas importantes). Corresponde ao quinto nível (topo da pirâmide) de Maslow. Essas são as menos concretas uma vez que os seus objectivos específicos dependem da singularidade de cada pessoa.

## Princípio de Regressão da Frustração
Quando uma pessoa progride na concretização das necessidades de existência, depois nas de relação e por último nas de crescimento, experimenta um sentimento de satisfação. Contudo, a regressão entre os diferentes níveis de necessidades resulta em frustração. A Teoria ERG admite que se uma necessidade de nível superior permanecer por satisfazer, a pessoa poderá regressar às necessidades de níveis inferiores, que parecem mais simples de satisfazer. Este princípio de regressão da frustração tem um impacto direto na motivação no local de trabalho.

## Maslow x Alderfer
| MASLOW | ALDERFER |
| --- | --- |
| Elabora uma hierarquia de necessidades, o acesso aos níveis elevados da pirâmide precisam da satisfação das necessidades dos níveis inferiores. | Acredita que os diferentes tipos de necessidades estão em um mesmo nível, sua concepção é de que as três categorias funcionam simultaneamente, e que uma motivação eficaz é fruto de uma atenção simultânea das três. Uma pessoa pode, por exemplo, estar trabalhando em seu crescimento pessoal, mesmo que necessidades de existência ou de relacionamento não tenham sido ainda atendidas , ou as três categorias podem estar operando simultaneamente. |
| Restringe seus conceitos a um modelo sócio cultural muito restrito seguindo uma progressão rígida em etapas consecutivas.                       | Seu modelo tem uma flexibilidade que o torna mais próximo da universalização, na medida em que alguns modelos culturais priorizam as necessidades de relacionamento sobre as de crescimento, ou ainda , algumas comunidades, como certas populações nativas do Japão que priorizam algumas necessidades de relacionamentos sobre as próprias necessidades fisiológicas.                                                                                   |
| Argumenta que um indivíduo ficará num certo nível de necessidade até que esta necessidade seja satisfeita.                                      | Afirma que quando o nível de uma necessidade de alta ordem é frustrado, tem lugar o desejo do indivíduo de elevar uma necessidade de nível mais baixo. A inabilidade de satisfazer uma necessidade de interação social, por exemplo, pode elevar o desejo por mais dinheiro ou melhores condições de trabalho. Assim, a frustração pode conduzir a uma regressão a um nível mais baixo.                                                                   |

## Portanto, segundo Alderfer
1. Mais de um tipo de necessidade pode ser satisfeita ao mesmo tempo.[5]
2. Se a gratificação de uma necessidade de nível mais alto é reprimida, o desejo de satisfazer uma necessidade de nível mais baixo aumenta.[5]

## A Teoria na Prática
A Teoria ERG é mais coerente com nosso conhecimento das diferenças entre os indivíduos. Variáveis como educação, antecedentes familiares e ambiente cultural podem alterar a importância que cada um dos grupos de necessidades tem para uma pessoa. As evidências demonstram que as pessoas em culturas diferentes classificam as necessidades de maneiras diferentes, por exemplo, os espanhóis e os japoneses colocam as necessidades sociais antes de seus requisitos materiais, e são coerentes com a Teoria ERG. Outro exemplo é o da Netscape Communications que oferece a seus funcionários diversas alternativas para ajudá-los a satisfazer suas necessidades de relacionamento, onde desenvolvedores de softwares para a Internet interagem socialmente jogando hóquei no estacionamento da matriz da empresa em Mountain View, Califórnia. Diversos estudos têm dado embasamento a essa teoria, mas também existem evidências de que ela não funciona em determinadas organizações. De maneira geral, a Teoria ERG representa uma versão mais válida da hierarquia das necessidades.